# 比氏燈籠棘鮫
比氏燈籠棘鮫（学名：Etmopterus bigelowi），又名比氏烏鯊、黑沙，为軟骨魚綱角鮫目燈籠棘鮫科烏鯊屬下的一个种。该物种分布于大西洋、印度洋和太平洋海域，体长可达67公分。